# Scytalina cerdale
Famille
Genre
Espèce
Scytalina cerdale est une espèce de poissons de l'ordre des Perciformes. Il est l'unique représentant de la famille des Scytalinidae et, en conséquence, la seule espèce de son genre Scytalina. Il est présent dans l'océan Pacifique nord.